# Tegernheim
Tegernheim – miejscowość i gmina w Niemczech, w kraju związkowym Bawaria, w rejencji Górny Palatynat, w regionie Ratyzbona, w powiecie Ratyzbona. Leży około 5 km na wschód od Ratyzbony, nad Dunajem, przy drodze B8 i linii kolejowej Pasawa–Drezno.

## Współpraca
Miejscowość partnerska:
- Szczytna, Polska